# Aloísio Hilário de Pinho

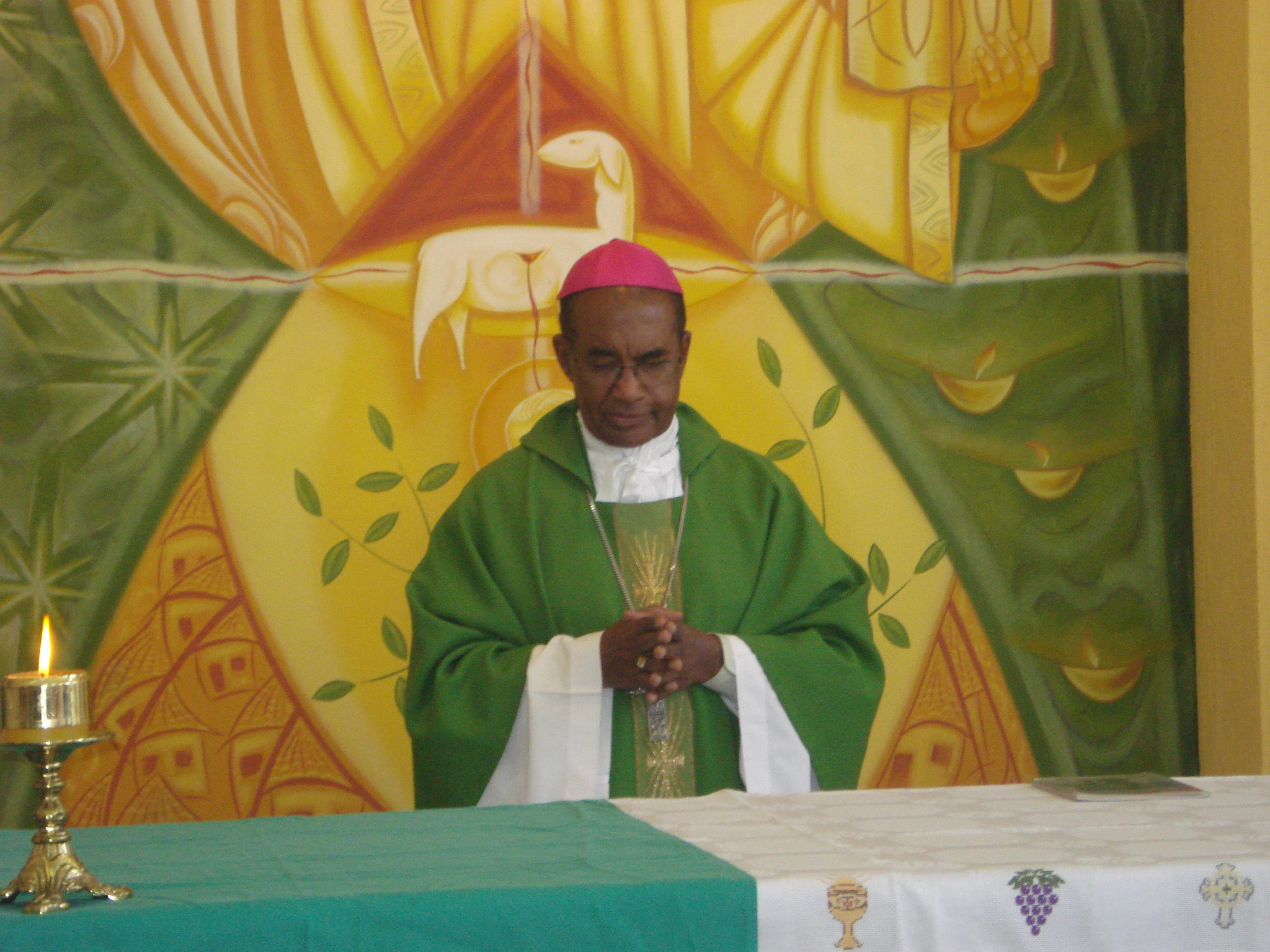
Aloísio Hilário de Pinho

Aloísio Hilário de Pinho FDP (* 14. Januar 1934 in Mariana; † 4. Mai 2021 in Rio Claro) war ein brasilianischer Ordensgeistlicher und römisch-katholischer Bischof von Jataí.

## Leben
Aloísio Hilário de Pinho trat 1955 der Ordensgemeinschaft der Orioniten bei, studierte Philosophie bei den Kapuzinern in Curitiba im Bundesstaat Paraná und Theologie an der Päpstlichen Universität Gregoriana in Rom (1959–1963). Er empfing am 19. März 1963 in Rom die Priesterweihe.
Papst Johannes Paul II. ernannte ihn am 9. November 1981 zum Bischof von Tocantinópolis. Der Erzbischof von São Paulo, Paulo Evaristo Kardinal Arns OFM, spendete ihm am 20. Dezember desselben Jahres die Bischofsweihe; Mitkonsekratoren waren Oscar de Oliveira, Erzbischof von Mariana, und Geraldo Majela Reis, Erzbischof von Diamantina.
Am 22. Dezember 1999 wurde er durch Johannes Paul II. zum Bischof von Jataí ernannt. Am 16. Dezember 2009 nahm Papst Benedikt XVI. sein altersbedingtes Rücktrittsgesuch an. Er starb Anfang Mai 2021 an den Folgen eines Herzinfarktes in Rio Claro.